# Torneo de Halle 2023
El Terra Wortmann Open 2023 fue un torneo de tenis del ATP Tour 2023 en la serie ATP 500. Se disputó en Halle, Alemania del 19 al 25 de junio de 2023.

## Distribución de puntos
| Modalidad            | Campeón | Finalista | Semifinales | Cuartos de final | 2.ª ronda | 1.ª ronda | Clasificados | 2.ª ronda de clasificación | 1.ª ronda de clasificación |
| Individual masculino | 500     | 330       | 200         | 100              | 50        | 0         | 25           | 13                         | 0                          |
| Dobles masculino     | 500     | 300       | 180         | 90               | –         | –         | 45           | 25                         | 0                          |

## Cabezas de serie

### Individual masculino
| Tenista               | Ranking | Preclasificado |
| Daniil Medvédev       | 3       | 1              |
| Stefanos Tsitsipas    | 5       | 2              |
| Andrey Rublev         | 7       | 3              |
| Jannik Sinner         | 9       | 4              |
| Félix Auger-Aliassime | 11      | 5              |
| Hubert Hurkacz        | 14      | 6              |
| Borna Ćorić           | 15      | 7              |
| Roberto Bautista      | 22      | 8              |
| Alexander Zverev      | 23      | 9              |

- Ranking del 12 de junio de 2023.[2]

### Dobles masculino
| Tenista                            | Ranking | Preclasificado |
| Marcelo Arévalo Jean-Julien Rojer  | 26      | 1              |
| Marcel Granollers Horacio Zeballos | 41      | 2              |
| Sander Gillé Joran Vliegen         | 51      | 3              |
| Kevin Krawietz Tim Puetz           | 52      | 4              |

## Campeones

### Individual masculino
Aleksandr Búblik venció a  Andrey Rublev por 6-3, 3-6, 6-3

### Dobles masculino
Marcelo Melo /  John Peers venció a  Simone Bolelli /  Andrea Vavassori por 7-6(7-3), 3-6, [10-6]